# Oenanthe karsthia
Oenanthe karsthia är en flockblommig växtart som beskrevs av Hacq. Oenanthe karsthia ingår i släktet stäkror, och familjen flockblommiga växter. Inga underarter finns listade i Catalogue of Life.